# おおすみ衝突事故
おおすみ衝突事故（おおすみしょうとつじこ）は、2014年1月15日に広島県大竹市の阿多田島北東を航行中の海上自衛隊の輸送艦「おおすみ」（田中久行艦長、二等海佐）に広島市中区の「ボートパーク広島」のプレジャーボート「とびうお」が衝突、「とびうお」の船長と乗客の2人が死亡した事故。

## 経緯
2014年1月15日
- 6:30頃 - 三井造船玉野事業所（岡山県玉野市）での整備のため、広島県呉市の呉基地を出航。なおあくまで定期的な整備であり、船が故障していたわけではない。
- 6:52 - 「ボートパーク広島」の職員によれば、この時間に「とびうお」の所有者が施設のゲートを通った記録がある[3]。
- 自動船舶識別装置（AIS）の記録を公開しているインターネットサイト「マリントラフィック」によると、7:43に「おおすみ」が宮島と能美島の間を南西向きに時速約21キロで通過、開けた海域に出たところで32キロ前後に加速、そのままの速度でやや左に進路、7:55から7:58の間はほぼ真南に直進[4]。
- 8時頃 - 広島県大竹市の阿多田島北東を航海中に衝突事故発生。「とびうお」の船長と釣り客3人の計4人が海に投げ出される。
- 8:01 - 海上保安庁に事故を通報[5]。「マリントラフィック」によると、時速約12キロに急減速し、その後は時速6キロ以下で右に旋回[4]。
- 8:06 - 海上幕僚監部に通報[6]。
- 8:20 - 菅義偉官房長官、小野寺五典防衛大臣らに報告。総理官邸危機管理センターに官邸対策室、防衛省に事故対策会議を設置。
- 8:24 - アフリカ歴訪から政府専用機で帰国途中の安倍晋三内閣総理大臣に事故状況を連絡。
- 8:29 - 「とびうお」の乗員4人の救助終了[5]。
- 8:53 - 「とびうお」の乗員のうち、心肺停止の2名を海上保安庁の巡視艇に引き渡す[5]。
- 9:05 - 防衛省事故対策会議。
- 9:54 - 防衛大臣と海上幕僚長の緊急記者会見。
- 12:52 - 首相が帰国。
- 23:10頃 - 「とびうお」の船長が死亡[7]。

1月16日
- 2時前 - 「とびうお」に乗っていた釣り客で重体の男性が死亡[8]。

## 事故後の調査

### 2014年1月
- 15日午前 運輸安全委員会は釣り船の転覆原因などを調査するため船舶事故調査官4人を現地に派遣[9]。
- 28日 海上自衛隊が独自調査に乗り出したことが公表される[10]。

### 2015年2月
- 9日 運輸安全委員会が本事故の検証結果を発表した[11]。

### 2015年12月
- 25日、広島地方検察庁は、おおすみのレーダーの記録や関係者の供述などから事故を分析し、事故の原因は、衝突1分前からとびうおが針路を右方向に変えたことが原因とし、おおすみ艦長らは衝突を予測できなかったと判断した[12]。

## 船舶事故調査報告書による原因
阿多田島東方沖においておおすみが南進中、とびうおが南南西進中おおすみが進路および速力を保ち航行していたところ、とびうおがおおすみの左舷前方から右に転針しておおすみ船首至近に接近したため、おおすみが回避しようとして減速及び右転したところさらに接近して衝突したことにより発生したと思われる。

## 事故原因
救助された釣り客の1人は、「衝突する4～5メートル程手前で警笛が鳴り、『おおすみ』が『とびうお』を右側から追い越し、『とびうお』が船体右側中央辺りを擦るようにぶつかり、左側にひっくり返った」と証言した。防衛省関係者は、「おおすみ」の左後方から釣り船が接近してきたとしている。
釣り客は「直前、おおすみが速度を上げた」と証言したが、船舶自動識別装置（AIS）の記録では衝突の約15分前に加速。衝突の約5分前にやや左に進路を転じ、その後はほぼ真南に直進。衝突の前後に急減速・右旋回している。
事故発生約一分前におおすみが減速を始めたことが音声記録からわかっている。（おおすみは大型艦艇であるため減速の効果が出るのに時間がかかる）
衝突後、全員左側に投げ出された。との証言がある。汽笛は1回。
汽笛は2回との証言がある（1回の証言と多少ずれ）。「（衝突の約15分前に）約1キロ先に対向してくるタンカーが見え、「おおすみ」が汽笛を2回鳴らしたところ、タンカーは進行方向の右側によけていった」と釣り客が証言したが、第6管区海上保安本部（広島市）は「衝突直前に両船の周囲を航行していた船はなかった」と説明している。
なお、汽笛はおおすみ搭載の音声記録から5回だったということが分かっている。
小野寺防衛相は2014年1月15日、見張りや航行状況について「通常の航行の態勢を取っているので、そこで問題があるとは報告を受けていない」と述べた。
2014年1月20日の自民党政調国防部会では「衝突防止義務は釣り船にあった」とされた。
阿多田島からの目撃者は「釣り船が後方から接近するようだった」と話している。「15日午前8時前、自宅のある高台から南進するおおすみの右舷が見えた。その直後、沖合に浮かぶ猪子島の陰から、左舷後方に向けて白波を立てて近づく釣り船が出現した。」「おおすみは汽笛を4、5回鳴らし、3、4回目が鳴ったときに釣り船はおおすみの陰に隠れて見えなくなった。」「釣り船がぶつかっていったように見えた」とも語っている。
おおすみは左側に死角があるのでは、という報道がある。実際におおすみ型輸送艦の左側には艦橋とは別に見張り員がついており、艦橋内との通信手段もある。
とびうおにはレーダーとGPSがあり、きちんと保存できれば記録があるが、水没している可能性があったことから、6管は解析が可能か調べを進めた。解析の結果、とびうお搭載のGPS記録は復元することができなかった。
海上での衝突防止のためのルールである海上衝突予防法では
- 船を追い越す場合は追い越し側が前の船を安全に避ける。(第13条)
- 正面衝突しそうな場合は互いに右によける。(第14条)
- 横切る場合は相手を右側に見た船が回避する。(第15条)
- 針路を右に転じる際には短い汽笛を1回、左に転じる際には短い汽笛を2回鳴らす。(第34条第1項)
- 他の船舶の右舷側を追い越す場合は、長音2回と短音1回。左舷側を追い越す場合は、長音2回と短音2回。追い越されることに同意した場合は、順に長音1回、短音1回、長音1回、短音1回の汽笛を鳴らす。(第34条第4項)
- 相手の船の動きなどが分からないときや衝突を避けるための十分な動作を取っているか疑問がある場合、短い汽笛を5回以上鳴らす。(第34条第5項)
- 視界制限状態において速力を有する場合は、2分を超えない間隔で長い汽笛を1回鳴らす。(第35条第2項)
- 視界制限状態において速力を有しない場合は、2分を超えない間隔で長い汽笛を2回鳴らす。(第35条第3項)

――と定めている。
「とびうお」の乗員4人は救命胴衣を着けていなかった。第六管区海上保安本部（広島市）は「とびうお」の船内から定員11人分の救命胴衣が見つかった、と発表。救命胴衣は着用の義務はないが、小型船舶安全規則（第58条）で船に定員分の装備が義務づけられている。
2015年2月9日に発表された運輸安全員会の発表によると、
「本事故は、阿多田島東方沖において、A船(おおすみ)が南進中、B船(とびうお)が南南西進中、A船が針路及び速力を保持して航行し、また、B船がA船の左舷前方から右に転針してA船の船首至近に接近したため、A船が回避しようとして減速及び右転したところ、更に両船が接近して衝突したことにより発生したものと考えられる。」
としている。
2015年12月25日、広島地方検察庁は、事故の原因は、衝突1分前からとびうおが針路を右方向に変えたことが原因とし、おおすみ艦長らは衝突を予測できなかったと判断し、おおすみ艦長と航海長を不起訴処分とし、とびうお船長も容疑者死亡により不起訴とした。